# MinGW
MinGW este o portare a uneltelor GNU pe Microsoft Windows. MinGW include un set de headere (pentru Windows API) care permite programatorilor să folosească GCC, un compilator liber, pentru a crea programe ce rulează nativ pe Windows, fără a avea nevoie de un mediu care să emuleze funcționalități Unix, spre deosebire de programele compilate cu Cygwin.
Proiectul MinGW dezvoltă și distribuie două pachete principale: compilatoarele GCC portate, și MSYS, ce oferă un mediu Unix-like, incluzând rxvt și o selecție de unelte POSIX suficiente pentru a asigura funcționarea scripturilor autoconf.
Ambele pachete sunt bifurcații ale părților respective din Cygwin.

## Problema...
Exista o problema majora! MinGW nu are ELEMENTE GRAFICE precum Borland C++ sau Visual Studio C++.

## Compilatoare
Compilatoarele care au la baza MinGW sunt: Code::Blocks, MinGW Studio Developer, QT Creator etc..

## Denumire
Numele MinGW vine de la Minimalist GNU for Windows („GNU minimal pentru Windows”).

## Funcționalități principale
Combinația dintre MinGW și MSYS oferă un mediu suficient și minimal care poate fi încărcat pe medii de stocare mobile fără a lăsa înregistrări în regiștri sau fișiere pe calculator. Oferind mai multă funcționalitate, Cygwin devine mai complicat de instalat și întreținut.

## Comparație cu Cygwin
Spre deosebire de Cygwin, MinGW nu are nevoie de o bibliotecă (DLL) ca interfață de compatibilitate, și mediul de funcționare este oferit sub o licență permisivă.
Deoarece MinGW nu oferă un API POSIX, nu poate compila unele dintre programele Unix care pot fi compilate cu Cygwin. Acesta este cazul programelor care au nevoie de funcționalități POSIX și cele care se așteaptă să ruleze într-un mediu POSIX. Programele scrise folosind biblioteci independente de platformă, precum SDL, wxWidgets, Qt sau GTK+ de obicei se compilează cu MinGW la fel de ușor ca în Cygwin.